# Never Breathe What You Can’t See
| Оценки критиков | Оценки критиков |
| Источник        | Оценка          |
| --------------- | --------------- |
| AllMusic        | [ 1 ]           |
| Pitchfork       | 7.3/10          |
| Punknews.org    | [ 3 ]           |

Never Breathe What You Can’t See (с англ. — «Никогда не вдыхайте то, что Вы не видите») — студийный альбом панк-рок-музыканта Джелло Биафра и сладж-метал-группы Melvins, который был издан в 2004 году на лейбле Alternative Tentacles.

## Об альбоме
По мнению издания Punknews, бывший вокалист группы Dead Kennedys Джелло Биафра длительное время не выпускал новую музыку, и данный альбом, с поддержкой группы Melvins, превосходит все ожидания.

## Список композиций
| №  | Название                            | Длительность |
| -- | ----------------------------------- | ------------ |
| 1. | «Plethysmograph»                    | 4:49         |
| 2. | «McGruff the Crime Dog»             | 4:18         |
| 3. | «Yuppie Cadillac»                   | 4:31         |
| 4. | «Islamic Bomb»                      | 6:19         |
| 5. | «Enchanted Thoughtfist»             | 4:18         |
| 6. | «Caped Crusader»                    | 6:08         |
| 7. | «The Lighter Side of Global Terror» | 4:35         |
| 8. | «Dawn of the Locusts»               | 5:12         |

## Над альбомом работали

### Участники группы
- Базз Осборн — гитара
- Кевин Рутманис — басс
- Дейл Кровер — ударные, перкуссия, соло-гитара («Yuppie Cadillac», «Enchanted Thoughtfist»)

### Приглашённые музыканты
- Джелло Биафра — вокал
- Адам Джонс — гитара («Islamic Bomb», «Caped Crusader», «The Lighter Side of Global Terror», «Dawn of the Locusts»)
- Адриен Другас — бэк-вокал
- Венди-О Матик — бэк-вокал